# Liste des intercommunalités de Loir-et-Cher

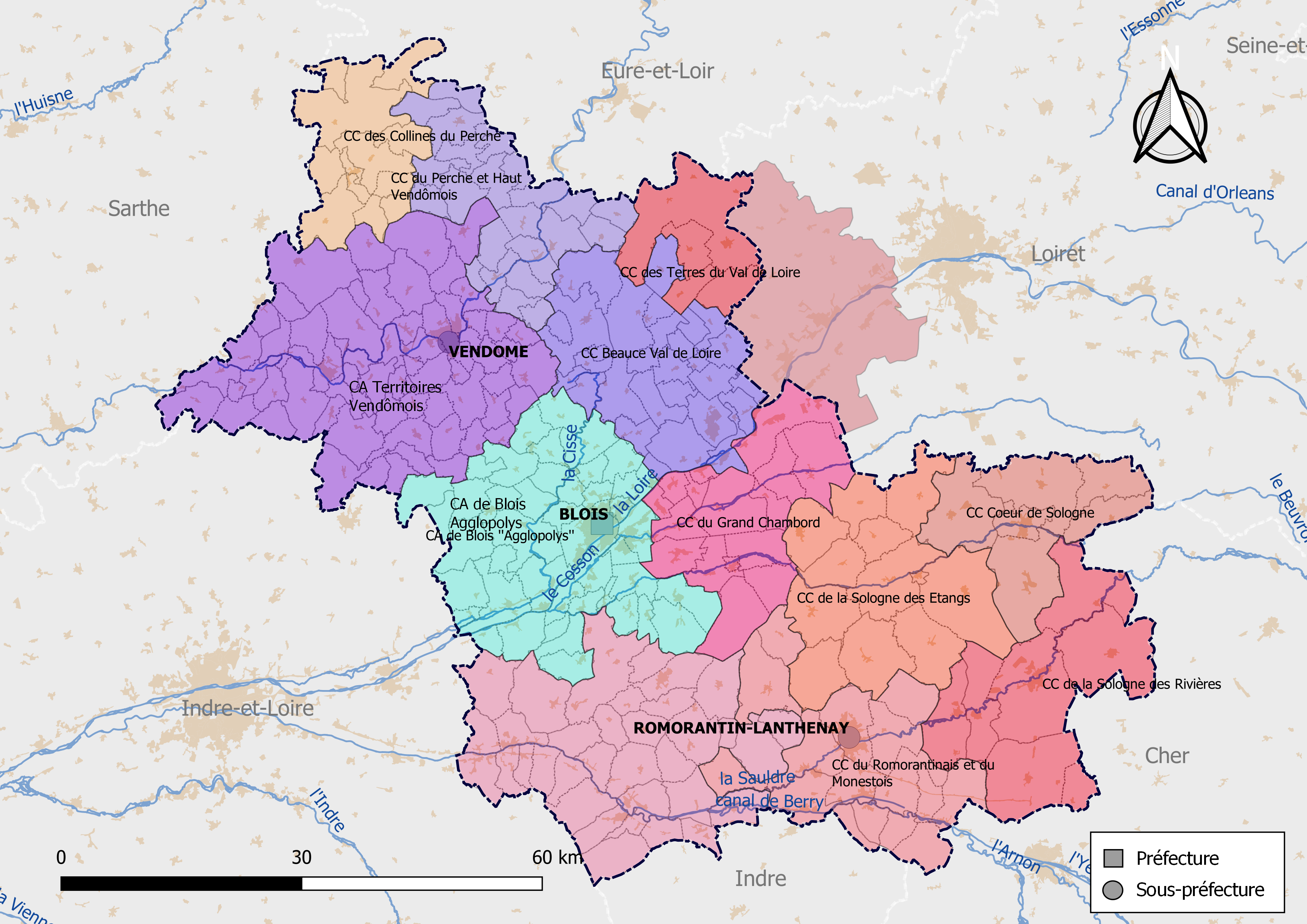
Carte des EPCI de Loir-et-Cher au 1er janvier 2019.

Au 1er janvier 2020, le département de Loir-et-Cher compte 11 établissements publics de coopération intercommunale à fiscalité propre dont le siège est dans le département (2 communautés d'agglomération et 9 communautés de communes). Par ailleurs, 4 communes sont groupées dans une intercommunalité dont le siège est situé hors département (dans le Loiret), en l’occurrence en ayant rejoint la Communauté de communes des Terres du Val de Loire dont le siège se trouve à Meung-sur-Loire.

## Intercommunalités à fiscalité propre
| Forme juridique                                           | Nom                                 | no SIREN  | Date de création | Nombre de communes | Population (der. pop. légale) | Superficie (km2) | Densité (hab./km2) | Siège                | Président                  |
| --------------------------------------------------------- | ----------------------------------- | --------- | ---------------- | ------------------ | ----------------------------- | ---------------- | ------------------ | -------------------- | -------------------------- |
| Communauté d'agglomération                                | CA de Blois « Agglopolys »          | 200030385 | 1er janvier 2012 | 43                 | 106 200 (2021)                | 792,20           | 134                | Blois                | Christophe Degruelle       |
| Communauté d'agglomération                                | CA Territoires Vendômois            | 200072072 | 1er janvier 2017 | 65                 | 52 344 (2021)                 | 1 039,60         | 50                 | Vendôme              | Pascal Brindeau            |
| Communauté de communes                                    | CC Val-de-Cher-Controis             | 200072064 | 1er janvier 2017 | 33                 | 46 971 (2021)                 | 807,20           | 58                 | Contres              | Jean-Luc Brault            |
| Communauté de communes                                    | CC du Romorantinais et du Monestois | 200018406 | 1er janvier 2009 | 16                 | 33 662 (2021)                 | 484,0            | 70                 | Romorantin-Lanthenay | Jeanny Lorgeoux            |
| Communauté de communes                                    | CC du Grand Chambord                | 244100798 | 1er janvier 2002 | 16                 | 20 609 (2021)                 | 433,0            | 48                 | Bracieux             | Gilles Clement             |
| Communauté de communes                                    | CC Beauce Val de Loire              | 200055481 | 1er janvier 2016 | 30                 | 19 540 (2021)                 | 515,10           | 38                 | Mer                  | Claude Denis               |
| Communauté de communes                                    | CC de la Sologne des Rivières       | 244100806 | 1er janvier 2004 | 7                  | 10 430 (2021)                 | 497,20           | 21                 | Salbris              | Olivier Pavy               |
| Communauté de communes                                    | CC Cœur de Sologne                  | 200000800 | 1er janvier 2006 | 6                  | 10 310 (2021)                 | 338,80           | 30                 | Lamotte-Beuvron      | Pascal Goubert De Cauville |
| Communauté de communes                                    | CC du Perche et Haut Vendômois      | 200040772 | 1er janvier 2014 | 23                 | 9 151 (2021)                  | 384,90           | 24                 | Fréteval             | Alain Bourgeois            |
| Communauté de communes                                    | CC de la Sologne des étangs         | 244100780 | 1er janvier 2001 | 12                 | 8 627 (2021)                  | 543,60           | 16                 | Neung-sur-Beuvron    | Jean-Pierre Guemon         |
| Communauté de communes                                    | CC des Collines du Perche           | 244100293 | 1er janvier 1994 | 12                 | 5 913 (2021)                  | 297,90           | 20                 | Mondoubleau          | Karine Gloanec-Maurin      |
| Intercommunalité dont le siège est situé hors département |                                     |           |                  |                    |                               |                  |                    |                      |                            |
| Communauté de communes                                    | CC des Terres du Val de Loire       | 200070183 | 1er janvier 2017 | 25                 | 49 674 (2021)                 | 659,20           | 75                 | Meung-sur-Loire (45) | Pauline Martin             |

## Historique
En 2009, la Communauté de communes de Saint-Julien-sur-Cher, La Chapelle-Montmartin, Saint-Loup-sur-Cher et la Communauté de communes du Romorantinais fusionnent pour donner la Communauté de communes du Romorantinais et du Monestois.
En 2014, la communauté de communes Val de Cher - Saint-Aignan et la Communauté de communes du Controis fusionnent pour former la Communauté de communes Val de Cher - Controis, intégrant également quelques communes isolées.
Au 1er janvier 2014, la Communauté de communes des Coteaux de la Braye et la Communauté de communes du Pays de Ronsard fusionnent dans le cadre de la Loi NOTRe donnant naissance à la Communauté de communes Vallées Loir et Braye.
Au 1er janvier 2014, la Communauté de communes du Perche vendômois et la Communauté de communes du Haut Vendômois fusionnent pour former la Communauté de communes du Perche et Haut Vendômois.
Le 1er janvier 2016, la communauté de communes de Beauce et Forêt et la communauté de communes de la Beauce ligérienne fusionnent pour former la communauté de communes Beauce Val de Loire.
Le 1er janvier 2017 :
- création de la communauté d'agglomération Territoires Vendômois par fusion de la communauté de communes du Pays de Vendôme, de la communauté de communes du Vendômois rural, de la communauté de communes Vallées Loir et Braye et de la communauté de communes de Beauce et Gâtine,
- extension de la Communauté de communes Val de Cher - Controis aux communes de la communauté de communes du Cher à la Loire,
- création de la communauté de communes des Terres du Val de Loire par fusion de la Communauté de communes de la Beauce oratorienne avec les communautés de communes du Val des Mauves, du Val d'Ardoux et du canton de Beaugency (Loiret).